# Le Metropolitan Opera : en direct et en HD
Le Metropolitan Opera : en direct et en HD (The Met: Live in HD en anglais) est une initiative du Metropolitan Opera (Met) de New York, pour retransmettre certaines de ses productions, en direct et en haute définition (HD), dans des salles de cinéma de plusieurs pays du monde depuis 2006. Douze opéras seront présentés durant la saison 2012-13 dans plus de 1 900 salles et 64 pays,.

## Historique
La série a commencé le 30 décembre 2006 avec l'adaptation de La Flûte enchantée de Mozart créée par Julie Taymor. Chaque représentation est rediffusée en différé une ou plusieurs fois. Les sous-titres sont compris dans la diffusion et sont dans la langue du pays où l'opéra est diffusé.
Cette série est aussi retransmise dans les écoles aux États-Unis. Le but de ces retransmissions est l'accès à un plus large public pour le Met.
Cette idée nouvelle de retransmettre des opéras vient du nouveau directeur du Met, Peter Gelb, à la fin de l'année 2006. Ce concept est sorti en même temps que plusieurs idées nouvelles comme la station du Met sur l'opérateur américain de radio numérique Sirius, des téléchargements pour ipods, de la musique en direct du Met sur leur site, la retransmission des soirées d'ouvertures chaque année à Times Square et même des retransmissions gratuites dans certaines écoles des États-Unis.
Ces retransmissions permettent à plus de personnes d'expérimenter les offres en haute définition du Met. Les spectateurs sont surtout des personnes qui n'ont pas la possibilité d'aller à New York afin d'assister à une représentation, ou qui essaient de trouver une méthode plus facile et moins coûteuse d'expérimenter une forme d'art.

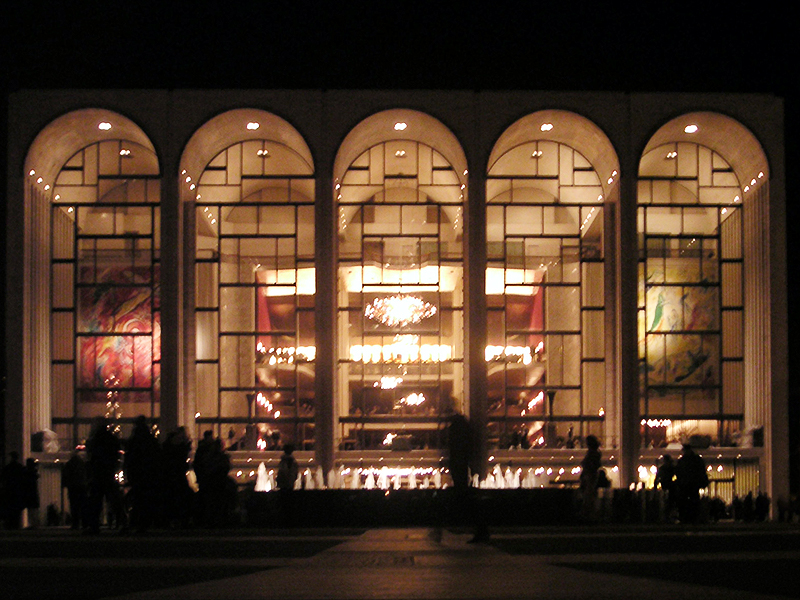
La façade du Metropolitan Opera

Quelques mois après leur date de transmission, les opéras sont diffusées sur PBS, sous le titre de Great Performances at the Met, et sont ensuite rajoutés sur le Met Player, un service d'écoute d'opéra sur internet créé par le Met.

### Expansion mondiale
Durant la première saison, il y avait des retransmissions dans plusieurs salles de cinéma des États-Unis, 28 salles Cineplex au Canada, sept salles au Royaume-Uni, deux au Japon et une en Norvège.
Après son énorme succès, cette série a été retransmise sur plus de 100 écrans additionnels aux États-Unis pendant la deuxième saison, vendant 20 000 billets de plus. Les nouveaux venus sont nombreux, dont la Belgique, la France, l'Allemagne et l'Italie.
La saison 2008 a vu une expansion allant en Autriche, Australie, République tchèque, Luxembourg, Pays-Bas, Nouvelle-Zélande, Pologne et le territoire de Porto Rico.
Durant dans la saison 2009-10, les opéras ont été diffusés dans plus de 1200 cinémas répartis dans 43 pays. L'Espagne, le Portugal et l'Égypte se sont joints à la liste des pays au début de la saison 2010-11.
Avec la saison 2011-12, le nombre de pays qui diffusent les opéras est monté à 54, avec la Chine, la Russie, les Bahamas, Chypre, la Slovénie, la République dominicaine, Israël, et le Maroc. Les Îles Vierges des États-Unis se sont aussi mis à retransmettre les opéras pour la première fois.
La septième saison, 2012-13, s'étend encore plus. Elle va être rediffusée dans 64 pays et plus de 1900 salles de cinéma. Les nouveaux pays comprennent l'Équateur, le Guatemala, l'Inde, la Jamaïque, le Madagascar, et le Qatar. Plusieurs autres pays ont augmenté le nombre de salles, dont l'Allemagne, le Mexique, la Suède et le Royaume-Uni.
Pour la huitième saison, le suédois est pour la première fois offert dans les options de sous-titrage pour le cinéma, le nombre de langues étant maintenant à neuf. Plus de 85 nouveaux cinémas vont diffuser la série, notamment en Allemagne, en Suède, et au Royaume-Uni.
| Top 6 des pays avec le plus de cinémas retransmettant la série (pour la saison 2013-14) | États-Unis | Royaume-Uni | Suède | Allemagne | Canada | France |
| Top 6 des pays avec le plus de cinémas retransmettant la série (pour la saison 2013-14) | 748        | 175         | 152   | 167       | 112    | 91     |

## Saisons

### 2006-2007

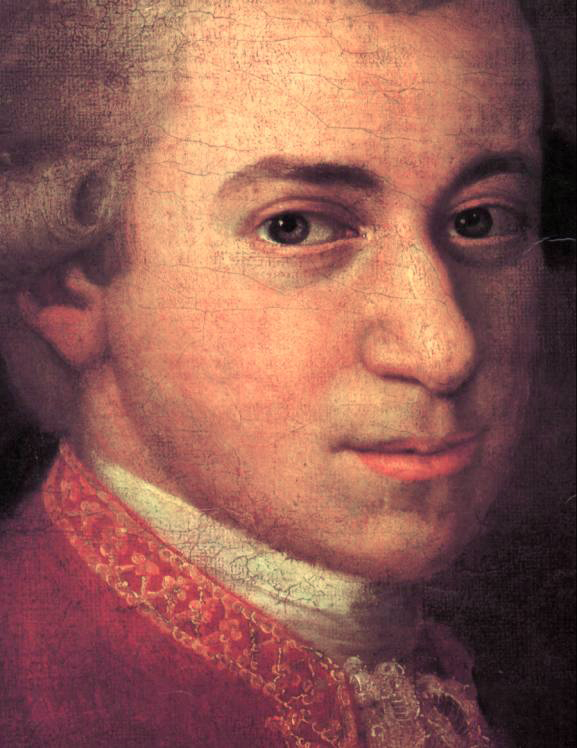
Mozart a ouvert la série avec une version abrégée de La flûte enchantée.

Le Metropolitan Opera a diffusé six opéras.
- The Magic Flute de Mozart – le 30 décembre 2006 : La saison a débuté avec une version abrégée, d'une durée de 110 minutes et en anglais, de La flûte enchantée de Mozart. Ying Huang était Pamina, Matthew Polenzani, Tamino, Nathan Gunn, Papageno, et la Reine de la Nuit, Erika Miklósa. Cette représentation, dans la production surréaliste de Julie Taymor, comprenant des marionnettes géantes d'ours polaires et d'oiseaux, a été dirigé par James Levine.
- I Puritani de Bellini – le 6 janvier 2007 : La soprano russe Anna Netrebko incarne le rôle-titre de la fragile Elivra, qui devient folle lorsqu'elle est abandonné par son amoureux, Arturo, joué par Eric Cutler. Franco Vassallo a chanté le rôle d'Arturo, avec John Relyea en Giorgio, le tout sous la direction du chef d'orchestre Patrick Summers, dans la production de Sandra Sequi, datant de 1976.
- The First Emperor de Tan Dun – le 13 janvier 2007 : Cet opéra, diffusé dans sa toute première série de représentation[10] (la première mondiale a eu lieu le 21 décembre 2006), a mis en vedette le ténor espagnol Plácido Domingo dans le rôle de l'empereur Qui, fondateur d'un empire qui devait survivre deux mille ans. Dans cette production créé par Zhang Yimou avec des costumes fait par Emi Wada, Elizabeth Futral a incarné le rôle de Princess Yueyang et Paul Groves, le rôle de Gao Jianli.
- Eugène Onegin de Tchaikovsky – le 24 février 2007 : La mise en scène abstraite, mais toutefois traditionnelle, de Robert Carsen a mis en vedette Dmitri Hvorostovsky dans le rôle-titre et Renée Fleming dans le rôle de Tatiana. Cette représentation était sous le bâton du chef d'orchestre russe Valery Gergiev, mettant aussi en vedette Ramón Vargas en Lensky et Elena Zaremba en Olga.
- Il barbiere di Siviglia de Rossini – le 24 mars 2007 : La très populaire mise en scène du Barbier de Séville de Bartlett Sher, qui a eu sa première en novembre 2006, a été diffusé avec Peter Mattei dans le rôle-titre de Figaro, Joyce DiDonato en Rosina et Juan Diego Flórez en comte Almaviva. Cette représentation, sous la direction de Maurizio Benini, a été la plus regardé de la saison, avec 60000 billets vendu.
- Il Trittico de Puccini – le 28 avril 2007 : cette série de trois petits opéras a été diffusée dans la nouvelle mise en scène traditionnelle de Jack O'Brien, l'une des plus grosses dans l'histoire du Met. Le premier, Il tabarro, a mis en vedette Salvatore Licitra dans le rôle du tragique Luigi, amoureux de Giorgetta, joué par Maria Guleghina, et assassiné par Michele, le baryton espagnol Juan Pons. Suit Suor Angelica, situé dans un couvent. Barbara Frittoli chante la sœur Angelica, étant sur scène pendant la majorité de l'opéra. Le dernier des trois opéras, la seule comédie du compositeur, Gianni Schicchi, a eu Alessandro Corbelli dans le rôle-titre, avec Olga Mykytenko et Massimo Giordano dans les rôles des deux amoureux, Lauretta et Rinuccio. Le tout a été dirigé par James Levine. À noter que Stephanie Blythe a joué Frugola, la princesse et Zita dans chacun des opéras respectivement

Ces retransmissions ont été un grand succès à la billetterie et ont reçu plusieurs bonnes critiques. Un rapport du Met a indiqué que plus de 91 % en moyenne des places au cinéma ont été vendus. Le New York Times indiqua que plus de 324 000 billets avaient été vendus durant cette première saison, quand une seule transmission coûte entre 850 000$ et un million de dollars à produire. La première représentation a été diffusée sur 98 écrans et a été vu par 21,000 personnes, et la dernière sur 248 écrans, vu par 48,000 personnes.

### 2007-2008

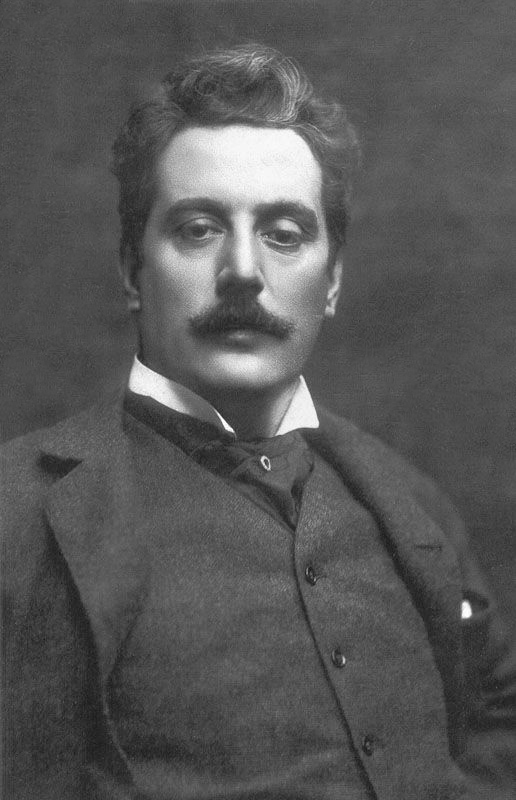
Deux opéras de Puccini ont été retransmis cette saison : Manon Lescaut et La Bohème.

Grâce au succès de la saison précédente, le nombre de retransmissions est passé de six à huit durant la saison 2007-08. En plus, le nombre de cinémas qui diffusent cette série est monté jusqu'à 330 aux États-Unis et plusieurs nouveaux pays se sont rajoutés à la liste. 
- Roméo et Juliette de Gounod – le 15 décembre 2007 : Cet opéra, dans une mise en scène abstraite de Guy Joosten, met en vedette la soprano russe Anna Netrebko en Juliette et le ténor français Roberto Alagna en Roméo, ce dernier remplaçant Rolando Villazón. Nathan Gunn et Isabel Leonard jouent Mercutio et Stéphano, l'ami et le page de Roméo, le tout dirigé par le chanteur Plácido Domingo.
- Hansel and Gretel de Humperdinck – le 1er janvier 2008 : Une version traduite en anglais de l'opéra le plus célèbre du compositeur a été retransmise au grand écran, dans une mise en scène de Richard Jones, transposant le conte célèbre dans un milieu plus noir. Alice Coote et Christine Schäfer sont les frère et sœur qui se perdent en forêt et qui se retrouvent dans la maison de la sorcière, joué par Philip Langridge. Le tout est dirigé sous le bâton de Vladimir Jurowski.
- Macbeth de Verdi – le 12 janvier 2008 : James Levine dirige l'orchestre pour de cet opéra troublant. Le baryton Željko Lucic incarne le rôle-titre, accompagné de Maria Guleghina dans le rôle de sa femme ambitieuse, et John Relyea est Banquo. Cet opéra est présenté dans une nouvelle mise en scène signée Adrian Noble, qui explore le côté sombre mais exaltant de cette œuvre, tirée de la célèbre pièce de théâtre de Shakespeare.
- Manon Lescaut de Puccini - le 16 février 2008 : La soprano finlandaise Karita Mattila est mise en vedette dans le rôle-titre de cet opéra, le premier succès du compositeur. Marcello Giordani est son amoureux Des Grieux, et Dwayne Croft son frère, Lescaut. Présenté pour la première fois au Met depuis dix-huit ans, cette production traditionnelle datant de 1980 faite par Desmond Heeley est dirigé sous le bâton de James Levine.
- Peter Grimes de Britten - le 15 mars 2008 : Le gagnant d'un Tony Award John Doyle signe cette nouvelle mise en scène, sous la direction du chef d'orchestre Donald Runnicles. Le ténor Anthony Dean Griffey joue le complexe Peter Grimes dans ce captivant voyage théâtral, aux côtés de Patricia Racette dans le rôle d'Ellen Orford, la femme qui refuse de l'abandonner. Anthony Michaels-Moore et Felicity Palmer sont aussi mis en vedette dans les rôles du Capitaine Balstrode et de Mrs. Sedley.
- Tristan und Isolde de Wagner - le 22 mars 2008 : James Levine dirige l'orchestre dans l'une des plus grandes œuvres du compositeur, dans la production abstraite de Dieter Dorn. La soprano dramatique Deborah Voigt chante Isolde pour la première fois au Met, dans cette histoire d'amour et de mort. Le ténor américain Robert Dean Smith, en Tristan, fait son début au jour même, remplaçant Ben Heppner, malade. Eike Wilm Schulte est Kurwenal et Michelle DeYoung, Brangäne.
- La Bohème de Puccini - le 5 avril 2008 : La célèbre production de Zeffirelli, présenté à presque chaque saison au Met, recréée les rues et les toits de Paris. La soprano roumaine Angela Gheorghiu a incarné le rôle de la tragique Mimì, aux côtés de Ramón Vargas comme son amant Rodolfo. Nicola Luisotti dirige l'orchestre pour cette représentation qui met aussi en vedette Ainhoa Arteta et Ludovic Tézier en Musetta et Marcello.
- La Fille du régiment de Donizetti - le 26 avril 2008[14] : La célèbre production de Laurent Pelly, qui a fait le tour de l'Europe avant de se rendre au Met, a mis en vedette la soprano française Natalie Dessay dans le rôle de la jeune, drôle, et rustique Marie. Tonio, avec son air connu pour ses notes élevés, a été incarné par Juan Diego Flórez. L'actrice américaine Marian Seldes fait une apparition comme la duchesse de Krakentorp, aux côtés de Felicity Palmer en Marquise de Berkenfield et Alessandro Corbelli en Sergeant Sulpice.

À la fin de la saison, 920.000 personnes - plus que le nombre total de personnes qui ont assisté à toutes les représentations de la saison complète - ont écouté les huit représentations de cette série. En Amérique, 13,3 millions de dollars ont été dépensés pour ces opéras et 5 millions à l'extérieur du continent.

### 2008-2009

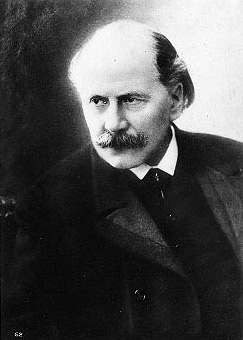
Massenet était à l'avant-plan cette saison avec la retransmission de Thaïs et du troisième acte de Manon.

La série continue à prendre de l'expansion allant de huit événements à onze.
- Gala de la soirée d'ouverture - le 22 septembre 2008 : La 125e saison du Met a débuté avec un gala mettant en vedette la soprano Renée Fleming dans trois de ses rôles favoris. Il s'agit de Violetta de La traviata de Verdi, avec le deuxième acte de cet opéra monté ici, Manon, le rôle-titre de l'opéra de Massenet, avec le troisième acte, et finalement la Comtesse de Capriccio de Strauss, montré ici avec la scène finale. Elle a chanté aux côtés de Ramon Vargas, qui incarnait Alfredo et Des Grieux, et Thomas Hampson en Germont, sous la direction de trois chefs d'orchestre - un pour chaque acte : James Levine, Marco Armiliato, et Patrick Summers.
- Salome de Strauss - le 11 octobre 2008 : La soprano finlandaise Karita Mattila, dans sa deuxième apparition dans la série, a repris le rôle-titre de cet opéra, ainsi que sa danse des sept voiles, pour la première fois au Met depuis 2004. Elle est sous la direction de Patrick Summers, dans une production de Jürgen Flimm, qui met aussi en vedette Kim Begley en Herod, Ildikó Komlósi en Herodias, et Juha Uusitalo en Jochanaan.
- Doctor Atomic d'Adams - le 8 novembre 2008 : Créé en 2005, cet opéra a eu sa première du Met un mois plus tôt au Met dans une nouvelle mise en scène de Penny Woolcock. Le baryton Gerald Finley a incarné le créateur de la bombe atomique, J. Robert Oppenheimer, sous la direction d'Alan Gilbert. Sasha Cook, Richard Paul Fink, Thomas Glenn, et Eric Owens ont aussi eut la vedette dans cet opéra dans les rôles d'Edward Teller, de Robert Wilson, de Kitty Oppenheimer, et du général Leslie Groves.
- La Damnation de Faust de Berlioz - le 22 novembre 2008 : Le metteur en scène québécois Robert Lepage signe une nouvelle mise en scène de cet opéra qui n'avait pas été joué au Met depuis plus de 100 ans. Cette histoire du bien et du mal met en vedette Marcello Giordani en Faust, aux côtés de Susan Graham en Marguerite et John Relyea en Méphistophélès. Le tout était dirigé sous la baguette de James Levine.
- Thaïs de Massenet - le 20 décembre 2008 : La soprano Renée Fleming incarne la courtisane qui cherche une source spirituelle dans cette nouvelle mise en scène, emprunté de l'Opéra lyrique de Chicago, créé par John Cox. Thomas Hampson est Athanaël, le moine qui tombe sous son charme, et Micheal Schade, Nicias. L'orchestre, accompagné du violoniste David Chan, qui joue la célèbre "Méditation", est sous la direction Jesús López Cobos.
- La rondine de Puccini - le 10 janvier 2009 : Une nouvelle production, créée par Nicolas Joel, ramène cet opéra moins connu au Met après une absence de plus de 70 ans. Angela Gheorghiu et Roberto Alagna incarnent Magda et Ruggero, le duo principal de l'opéra, aux côtés de Lisette Oropesa en Lisette, et Marius Brenciu en Prunier. Samuel Ramey a aussi la vedette dans cet opéra en jouant le rôle de Rambaldo. Marco Armiliato dirige l'orchestre du Met.
- Orfeo ed Euridice de Gluck - le 24 janvier 2009 : Cet opéra, dirigé sous la baguette de James Levine, a mis en vedette la mezzo-soprano Stephanie Blythe en Orfeo et la soprano Danielle de Niese en Euridice. Dans une production de Mark Morris, l'action de la pièce est transposée dans une sorte de stade où le chœur, déguisé en toutes sortes de personnages importants qui ont fait l'histoire, regarde  l'action et les danses se dérouler en avant d'eux. Le rôle d'Amor est chanté par Heidi Grant Murphy, qui reste souvent accrochée dans les airs.
- Le suivant a été Lucia di Lammermoor de Donizetti. Opéra qui a vendu plus d'un million de billets autour du globe, c'était la production de Mary Zimmerman qui a été retransmise le 7 février 2009. Le rôle-titre a été chanté par Anna Netrebko et Edgardo par Piotr Beczala.
- Magnifique production qui avait ouvert la saison 2006-07 du Met, Madama Butterfly a été retransmis le 7 mars 2009. Le rôle de Cio-Cio-San a été chanté par Patricia Racette (remplaçant Cristina Gallardo-Domâs, souffrante) avec Marcello Giordani comme Pinkerton.
- La sonnambula de Bellini, diffusé le 21 mars 2009, a été chanté par Natalie Dessay comme Amina et Juan Diego Flórez comme Elvino. Cette nouvelle production de Mary Zimmerman a changé le contexte de l'histoire, qui était supposé être dans un romantique petit village suisse, et qui est maintenant dans une salle de répétition.
- Le dernier opéra à être diffusé a été La Cenerentola de Rossini. N'ayant que trois représentations, il a été retransmis la dernière journée de la saison, le 9 mai 2009. Elīna Garanča chantait Angelina et Lawrence Brownlee incarnait le Prince Ramiro.

Le Met a donc attiré 1,6 million de spectateurs durant cette saison (21 % représentant les Canadiens et l'auditoire nord-américain), une augmentation sur la saison précédente de 43 %. Le Met a aussi gagné un Emmy et un Peabody Award. La représentation de Madama Butterfly, incluant les reprises, a battu un record à plus de 285 000 billets vendus. Cet opéra va cependant être détrôné par Carmen la saison suivante.
The Audition
Ayant été rajouté en janvier, The Audition, un film de Susan Froemke, a été présenté dans les cinémas vers la fin de la saison. Il suit les concurrents du National Council Auditions du Metropolitan Opera de l'année 2007. Ayant comme hôte Renée Fleming, il a été diffusé le 19 avril 2009 aux États-Unis et le 6 juin au Canada.
Rediffusions d'été
Durant l'été 2009, le Met a rediffusé quelques-uns de ses plus grands succès de leur série. 
- Aux États-Unis : rediffusion de Il barbiere di Siviglia et la version abrégé et en anglais de La Flûte Enchantée, datant tous deux de la saison 2006-07.
- Au Canada : du 27 juin au 5 septembre, en plus des deux mêmes opéra joué aux États-Unis, rediffusion de I Puritani, Eugene Onegin, La Fille du Régiment ainsi que La Bohème[16]. Ces six opéras viennent des deux premières saisons.
- Quelques autres pays dans le monde ont fait de même, avec différents horaires.

Festival
Durant l'été 2009, le Met a offert son tout premier festival en haute définition qui présente gratuitement dix différents opéras des saisons précédentes sur dix soirées consécutives, projetés sur un grand écran à l'extérieur du Met, sur la place du Lincoln Center. Le festival s'est ouvert le 29 août avec La Fille du Régiment et s'est terminé le 7 septembre avec Madama Butterfly. Les autres opéras représentés sont Roméo et Juliette, Eugene Onegin, Macbeth, Il Barbiere di Siviglia, Peter Grimes, La Bohème, Orfeo ed Euridice et Il Trittico.

### 2009-2010

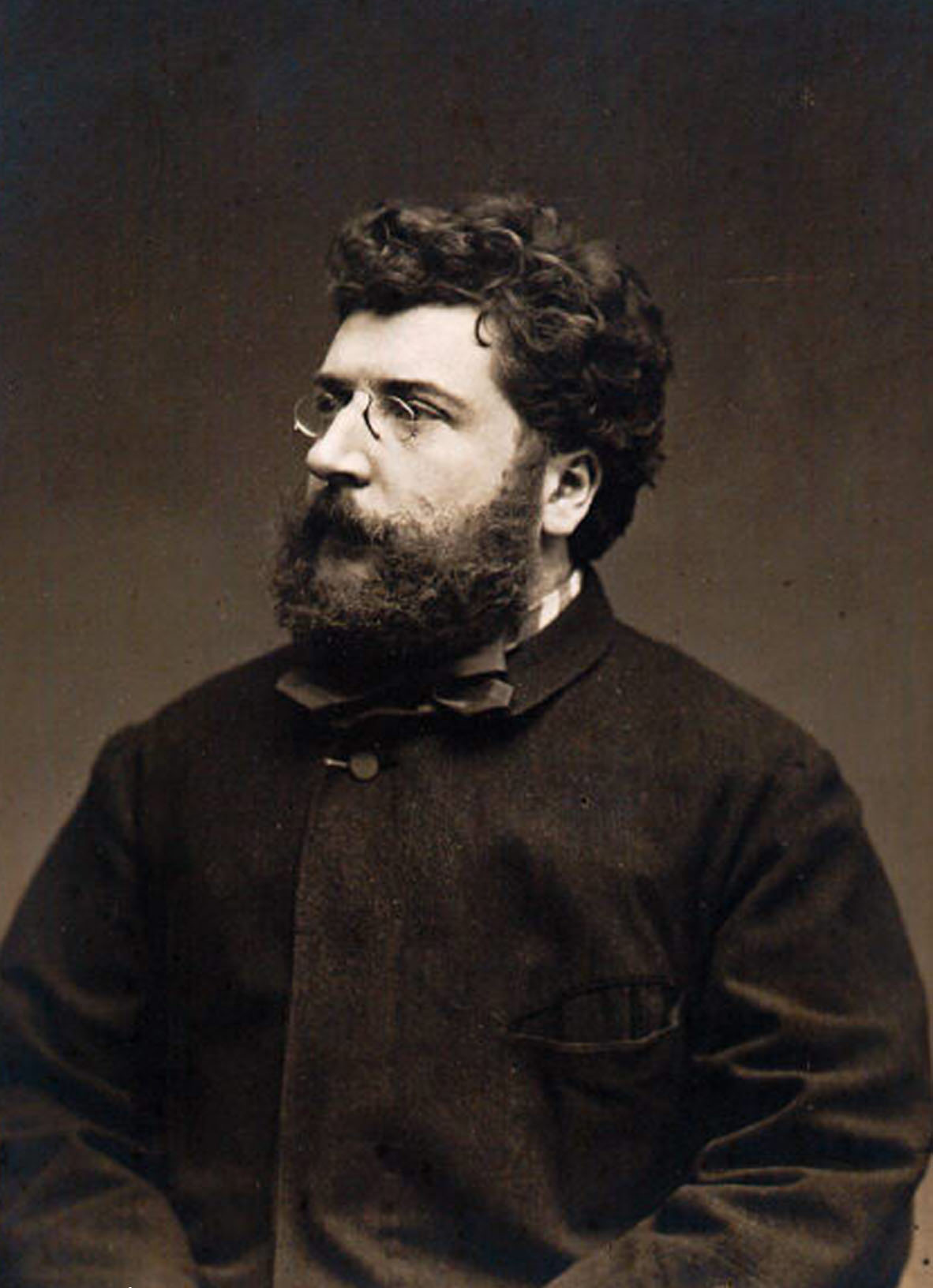
Bizet fait son entrée dans la série avec Carmen.

Ayant été touché par la crise économique, le Met a dû remplacer ou même annuler quatre opéras pour les remplacer par des productions peu coûteuses. Leur série, n'échappant pas à cette crise, passe de onze évènements à neuf.
- Une nouvelle production de Tosca, qui a ouvert la saison du Met le 21 septembre 2009, a été diffusé en direct le 10 octobre 2009. Pour sa première mise en scène au Met, Luc Bondy a dirigé Karita Mattila qui a fait sa première Tosca au Met avec Marcelo Alvarez qui chantait Cavaradossi.
- La fantastique production d'Aida par Sonja Frisell, a frappé le grand écran le 24 octobre 2009. Cet opéra, le deuxième le plus joué au Metropolitan Opera, a été interprété par Violeta Urmana dans le rôle principal et Johan Botha en Radamès.
- Une autre production spectaculaire, Turandot de Puccini, de Franco Zeffirelli, a mis en vedette Maria Guleghina dans le rôle principal et Marcello Giordani comme Calàf. Cet opéra a été retransmis en direct un peu partout dans le monde le 7 novembre 2009.
- La deuxième nouvelle production qui a été diffusée est le seul opéra sérieux d'Offenbach, Les Contes d'Hoffmann. Ayant créé un triomphe avec sa production d'Il Barbiere di Siviglia en 2006-2007, Bartlett Sher est revenu diriger cet opéra qui a été retransmis dans les cinémas le 19 décembre 2009. Rolando Villazon, originellement programmé pour chanter le rôle-titre, a été remplacé pour cause d'une chirurgie à la gorge par Joseph Calleja. Anna Netrebko a chanté Antonia, Kate Lindsey, Nicklausse et Alan Held les quatre vilains.
- Le 9 janvier 2010, l'opéra le plus populaire de Strauss, Der Rosenkavalier, a été retransmis, avec Susan Graham dans le rôle d'Octave et Renée Fleming en Maréchale.
- La première Carmen de Bizet d'Elina Garanca au Met a fait partie de la série une semaine plus tard dans une nouvelle production de Richard Eyre, le 16 janvier 2010. Dans le rôle-titre, Elina Garanca, (remplaçant Angela Gheorghiu), a partagé la scène avec Roberto Alagna en Don José.
- Plácido Domingo a chanté le rôle-titre baryton de Simon Boccanegra de Verdi pour une première fois au Met. Diffusé lors de la dernière représentation le 6 février 2010, Marcello Giordani a chanté Gabriele Adorno et Adrianne Pieczonka a fait Amelia.
- Production à succès en Europe, Hamlet d'Ambroise Thomas, de Patrice Caurier et Moshe Leiser, a été diffusé le 27 mars 2010. N'ayant pas été joué depuis plus de 100 ans, cet opéra a été chanté par Simon Keenlyside dans le rôle-titre et Marlis Petersen (remplaçant Natalie Dessay, souffrante) dans le rôle d'Ophélie. La fin tragique a été jouée pour le Met.
- Dernière nouvelle production et seule première du Met à être diffusée cette saison, Armida, version de Rossini, a été retransmise le 1er mai 2010. Renée Fleming incarne la sorcière Armida et Lawrence Brownlee, Rinaldo, dans la troisième production de Mary Zimmerman au Met.

Le Met a vendu plus de 2,4 millions de billets durant cette quatrième saison avec une somme totale de 48 millions de dollars; ce qui veut donc dire presque le triple des personnes qui assistent à des représentations dans l'amphithéâtre même du Met (qui est approximativement de 800 000 par saison).
On peut noter que la représentation de Carmen a vendu un nombre record de billet estimé à 140 000 pour 700 salles de cinémas en Amérique du Nord et 100 000 de plus pour 300 salles en Amérique du Sud et en Europe. Le Met estime le nombre total de billets vendu, incluant les rediffusions en Asie, en Océanie, ainsi qu'au reste de la planète, à un chiffre record de 320 000 billets, dépassant l'ancien record détenu par Madama Butterfly.
Festival
Pour une deuxième année consécutive, le Met présente son festival en haute définition. Cette fois-ci du 28 août au 6 septembre, le festival gratuit présente dix opéras datant des quatre dernières saisons. La série commence avec Tosca, suivi de The Magic Flute, Der Rosenkavalier, Doctor Atomic, Les Contes d'Hoffmann, La Bohème, Hansel and Gretel de Humperdinck (version anglaise), Turandot, Aida et Carmen. Plus de 2 800 chaises sont mises en place.

### 2010-2011

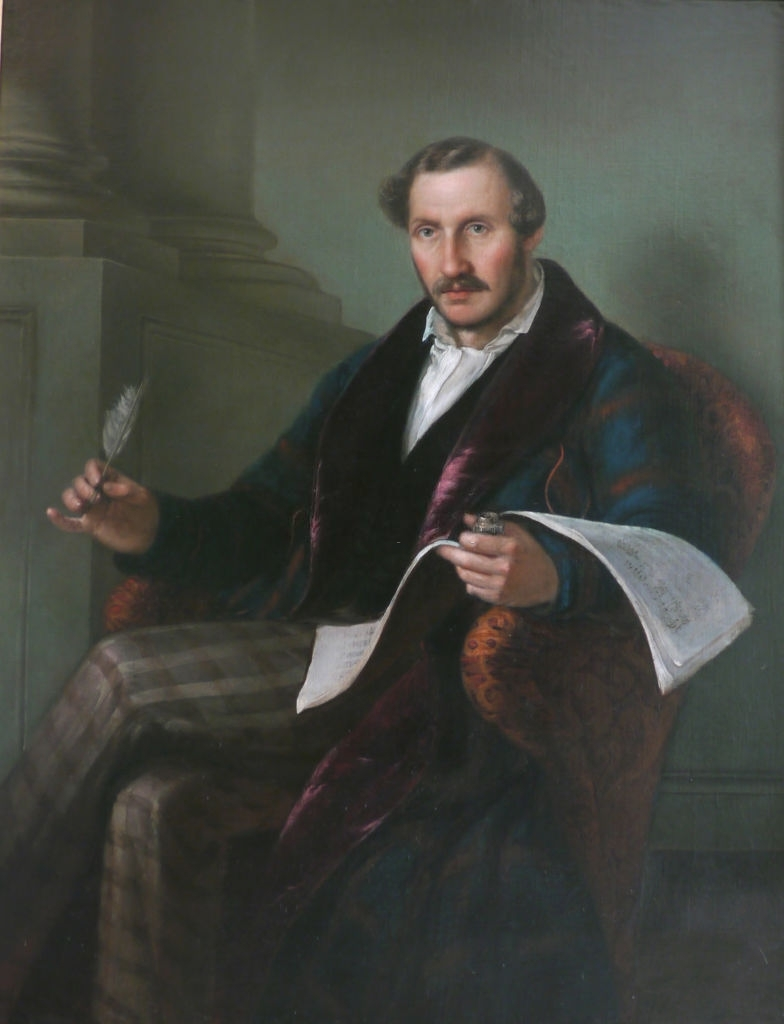
Deux opéras de Donizetti ont été diffusés cette saison : Don Pasquale et Lucia di Lammermoor.

Cette cinquième saison en direct du Met présente douze représentations (originellement 11 : Nixon in China a été rajouté le 3 juin).
- Le tout premier événement de la saison a été Das Rheingold de Wagner. Il s'agit du prologue de sa célèbre tétralogie, dans une nouvelle mise en scène très attendue par Robert Lepage qui a ouvert cette nouvelle saison. Dirigé par James Levine, Bryn Terfel a interprété son tout premier Wotan au Met, avec Stephanie Blythe dans le rôle de Fricka. Retransmis sur grand écran le 9 octobre 2009.
- La deuxième nouvelle mise en scène de la saison, de Stephen Wadsworth (originellement de Peter Stein qui a annulé mi-juillet 2010[20]), très attendue elle aussi, a été retransmise deux semaines plus tard; le 23 octobre 2009. Il s'agit de l'opéra le plus populaire de Mussorgsky, Boris Godunov. Le célèbre Valery Gergiev a dirigé l'opéra avec René Pape dans le rôle-titre.
- Don Pasquale de Donizetti a été le troisième opéra à être diffusé. Reprenant un de ses rôles clé, Anna Netrebko est retourné en Norina pour une deuxième fois au Met (la première ayant eu lieu lorsque cette mise en scène a eu sa première en 2006). Retransmis le 13 novembre 2009, John Del Carlo a chanté le rôle-titre aux côtés de Matthew Polenzani en Ernesto et Mariusz Kwiecien en Docteur Malatesta.
- Production à succès en Europe, une mise en scène de Don Carlo, opéra de Verdi, par Nicholas Hytner, pui a eu sa première au Met cette saison et a été diffusée dans les cinémas le 11 décembre 2010. Avec Roberto Alagna dans le rôle-titre, Marina Poplavskaya dans le rôle d'Élisabeth de Valois. Yannick Nézet-Séguin est retourné au Met pour la deuxième fois comme chef d'orchestre, après son succès avec Carmen.
- Pour fêter sa première au Met il y a déjà 100 ans, La Fanciulla del West de Puccini est revenu au Met après plus de dix-huit ans d'absence. Deborah Voigt a incarné le rôle de Minnie and Marcello Giordani était Dick Johnson, ce dernier faisant sa sixième apparition dans la série. Nicola Luisotti a été le chef d'orchestre dans cette diffusion du 8 janvier 2011.
- Rajouté le 3 juin à la liste[21], Nixon in China a été diffusé le 12 février 2011. Le baryton James Maddalena a chanté le rôle-titre de Richard Nixon avec Russell Braun en Chou En-lai, Janis Kelly en Pat Nixon, Kathleen Kim en Chian Ch'ing, Richard Paul Fink en Henry Kissinger et Robert Brubaker en Mao Tse-tung. Le compositeur de cet opéra, John Adams, a dirigé l'orchestre du Met dans la production de Peter Sellars.
- Opéra n'ayant pas été joué depuis plus de 90 ans au Met avant la première de sa nouvelle mise en scène en 2007, Iphigénie en Tauride de Gluck a été retransmis le 26 février 2011. Les trois rôles principaux ont été chantés par les mêmes chanteurs qu'en 2007, soit Susan Graham dans le rôle-titre, Plácido Domingo dans le rôle d'Oreste et Paul Groves dans le rôle de Pylade. Patrick Summers a été le chef d'orchestre.
- Tout premier opéra de la série à avoir été diffusé pour une deuxième fois, Lucia di Lammermoor de Donizetti est retourné au grand écran le 19 mars 2011 avec Natalie Dessay, qui a repris sa fantastique Lucia de 2007 dans la même mise en scène de Mary Zimmerman. Joseph Calleja a incarné son amoureux Edgardo et Ludovic Tézier, Enrico. Patrick Summers a fait sa deuxième apparition en HD de la saison en dirigeant l'orchestre du Met.
- La première du Comte Ory de Rossini est allé au grand écran le 9 avril 2011 avec Juan Diego Flórez dans le rôle-titre, Diana Damrau en Comtesse Adèle (faisant ainsi ses débuts dans la série) et Joyce DiDonato comme Isolier. Cette troisième production de Bartlett Sher a eu comme chef d'orchestre Maurizio Benini.
- Ayant fait un tabac lors de la soirée d'ouverture 2008 du Met, Renée Fleming a repris son interprétation de la Comtesse dans Capriccio de Richard Strauss, cette fois-ci au complet. Les deux rivaux ont été joués par Joseph Kaiser et Russell Braun en Flamand et Olivier respectivement, avec Sarah Connolly en Clairon. L'opéra a été diffusé le 23 avril 2011, avec Andrew Davis dirigeant l'orchestre du Met.
- Une semaine plus tard, le 30 avril, la production à succès de Il Trovatore de Verdi a été retransmise au grand écran dans sa distribution originale de 2009 - Marcelo Álvarez en Manrico, Sondra Radvanovsky en Leonora, Dmitri Hvorostovsky en Comte di Luna et Dolora Zajick en Azucena. Marco Armiliato a dirigé l'orchestre du Met, remplaçant James Levine qui avait besoin de repos après ses récentes opérations au dos[22].
- La nouvelle mise en scène de la tétralogie, fait par Robert Lepage, a continué avec la première journée, Die Walküre. Diffusé à la toute dernière journée de la saison 2010-11, le 14 mai, cet opéra a mis en vedette Deborah Voigt dans le rôle-titre de Brünnhilde et Jonas Kaufmann en Siegmund. James Levine a été le chef d'orchestre de ce chef-d'œuvre de Wagner, certainement le plus connu de la tétralogie.

Rediffusions d'été
Pour une troisième année de suite, le Met a rediffusé quelques-uns des plus grands succès de leur série.
- Aux États-Unis, six opéras seront rediffusés dans les cinémas. Commençant le 15 juin avec Madama Butterfly, cette série de rediffusion se termine avec Don Carlo le 27 juillet. Les quatre autres opéras qui sont présentés sont Don Pasquale, Simon Boccanegra, La Fille du régiment et Tosca[23].
- Au Canada, ils vont rediffuser quatre opéras. Tout comme aux États-Unis, ils vont représenter Tosca, Don Pasquale, et Don Carlo. Turandot sera aussi diffusé.

Festival
Pour une troisième année consécutive, le Met a présenté le festival en haute définition, qui s'est tenu du 29 août au 5 septembre, avec huit diffusions. Cette série a commencé avec Iphigénie en Tauride et a fini avec Don Carlo. La Rondine, Nixon in China, Carmen, La Fanciulla del West, Boris Godunov et Lucia di Lammermoor (avec Natalie Dessay) ont aussi été présentés.

### 2011-2012

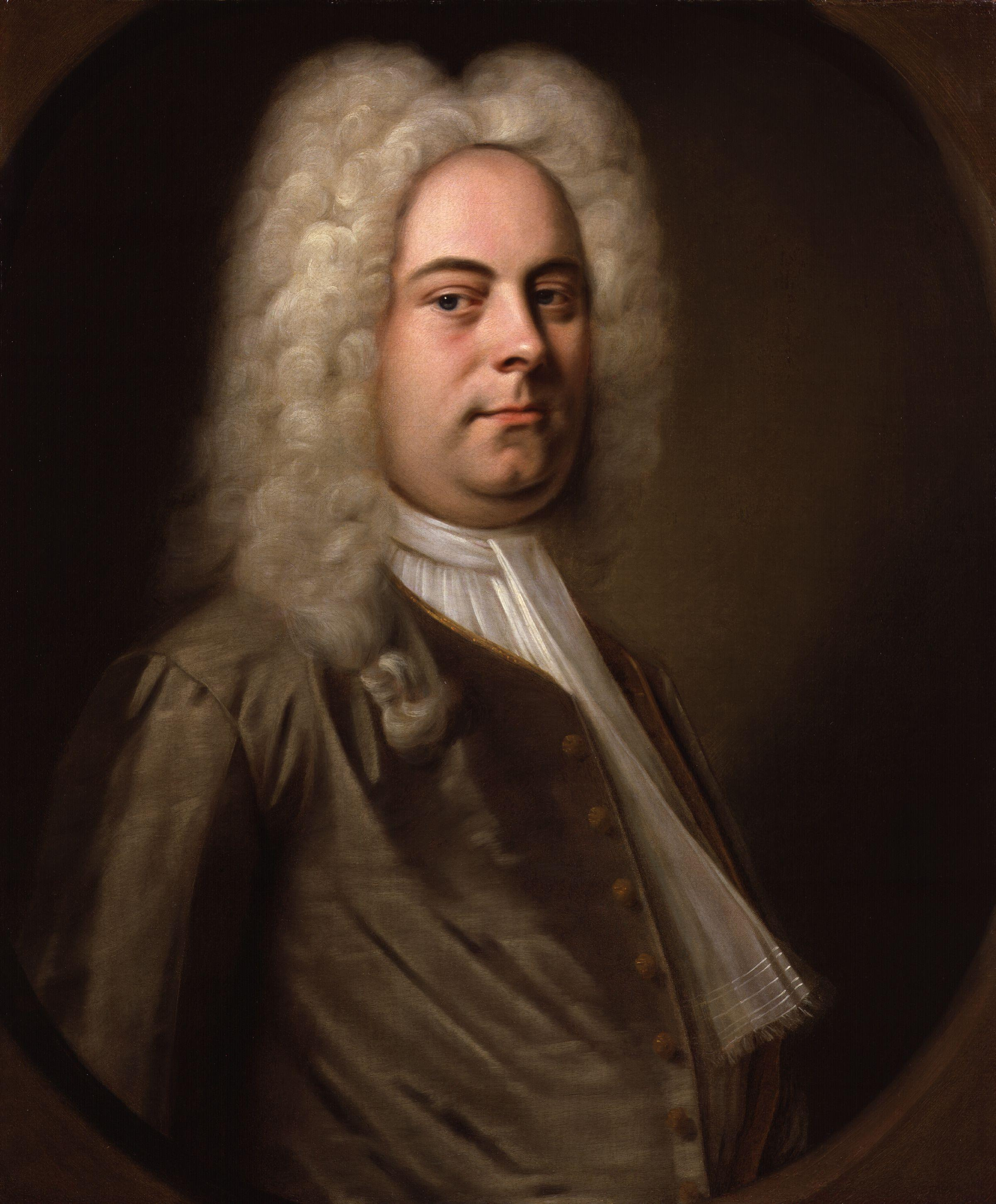
Haendel fait une entrée remarquée dans la série avec Rodelinda et The Enchanted Island.

La saison 2011-2012, comprenant onze représentations.
- Anna Bolena, opéra de Donizetti n'ayant jamais joué au Met auparavant, a été diffusé le 15 octobre 2011. Cet opéra, qui a aussi été la soirée d'ouverture au Met, a eu Anna Netrebko dans le rôle-titre d'Anna Bolena, avec Ildar Abdrazakov dans le rôle d'Enrico VIII. Marco Armiliato a dirigé l'orchestre dans la nouvelle production de David McVicar.
- Don Giovanni, deuxième nouvelle production du Met de cette saison à être diffusé, est allé au grand écran le 29 octobre 2011. Premier véritable opéra de Mozart à faire partie de la série, il a vu Mariusz Kwiecien dans le rôle-titre, Barbara Frittoli dans le rôle de Donna Anna, et Ramón Vargas comme Don Ottavio. Fabio Luisi a été le chef d'orchestre dans cette mise en scène de Michael Grandage.
- Deuxième journée de la tétralogie de Wagner, Siegfried, a été diffusé le 5 novembre 2011 avec Jay Hunter Morris dans le rôle-titre. Cette nouvelle mise en scène de Robert Lepage a eu aussi Deborah Voigt dans le rôle de Brünnhilde et Bryn Terfel dans le rôle du Voyageur. L'orchestre du Met a été encore une fois sous la direction de Fabio Luisi.
- Opéra à succès lors de sa première du Met en avril 2008, Satyagraha a été diffusé le 19 novembre 2011 dans la mise en scène célèbre de Phelim McDermott et Julian Crouch, qui fait appel à des marionnettes géantes ainsi qu'à des projections du livret sur les décors. Richard Croft a repris son rôle de Gandhi et Dante Anzolini est revenu en fosse pour diriger l'orchestre du Met.
- Rodelinda de Haendel, qui a aussi eu un succès énorme lors de sa première, cette fois-ci en décembre 2004, a été diffusé sur les écrans le 3 décembre 2011. Renée Fleming, Andreas Scholl, et Stephanie Blythe sont tous les trois revenus dans leurs rôles respectifs de Rodelinda, de Bertarido, et d'Eduige, avec Joseph Kaiser en Grimoaldo. Harry Bicket est revenu lui aussi diriger l'orchestre du Met dans la production réaliste de Stephen Wadsworth.
- Opéra qui a ouvert le Met en 1883, Faust de Gounod a été diffusé une semaine plus tard, le 10 décembre 2011. Jonas Kaufmann a chanté le rôle-titre avec Marina Poplavskaya en Marguerite (Angela Gheorghiu a annulé pour cause artistique[25]) et René Pape en Méphistophélès. Après son succès retentissant dans Carmen et Don Carlo, Yannick Nézet-Séguin a dirigé à nouveau l'orchestre du Met dans cette nouvelle production par Des McAnuff.
- La prochaine diffusion, intitulée The Enchanted Island, a été retransmise dans les cinémas le 21 janvier 2012. Création mondiale, c'est un pasticcio avec des airs de Haendel, Vivaldi, Rameau, et autres assemblés par William Christie, qui sera aussi le chef d'orchestre, et par Jeremy Sams, qui écrit aussi le livret anglais. David Daniels et Joyce DiDonato chanteront le rôle de Prospero et de Sycorax, avec Plácido Domingo faisant une apparition spéciale en Neptune.
- Dernier opéra de la tétralogie de Richard Wagner, Götterdämmerung a été diffusé dans les cinémas le 11 février 2012 avec Deborah Voigt en Brünnhilde et Jay Hunter Morris en Siegfried. Fabio Luisi est revenu au podium pour cette nouvelle mise en scène de Robert Lepage.
- Ernani de Verdi mettra en vedette l'une des gagnantes du film de Susan Froemke, The Audition, Angela Meade, qui reprendra son rôle d'Elvira après avoir eu un succès époustouflant lorsqu'elle a dû remplacer Sondra Radvanovsky en 2008. Marcello Giordani chantera le rôle-titre (remplaçant Salvatore Licitra), avec Dmitri Hvorostovsky et Ferruccio Furlanetto dans les rôles de Don Carlo et de Silva. Marco Armiliato dirigera pour une deuxième fois l'orchestre dans cette production faite par Pier-Luigi Samaritani, datant de 1983.
- Dans une nouvelle production de Laurent Pelly, Manon de Massenet a frappé le grand écran le 7 avril 2011 avec Anna Netrebko, dans sa deuxième nouvelle production de la saison, dans le rôle-titre. Piotr Beczala et Paulo Szot ont chanté les rôles de Des Grieux et de Lescaut respectivement, et le nouveau chef principal invité, Fabio Luisi, a dirigé l'orchestre.
- La Traviata a été le dernier opéra à être diffusé de la saison, le 14 avril 2012, dans la production à succès de Willy Decker venant du festival de Salzbourg, qui a eu sa première au Met en décembre 2010. Natalie Dessay a été Violetta Valéry, avec Matthew Polenzani reprenant son rôle d'Alfredo Germont et Dmitri Hvorostovsky, faisant sa deuxième apparition cette saison, cette fois-ci dans le rôle de Giorgio Germont. Fabio Luisi a de nouveau été le chef d'orchestre.

Rediffusions
- Dans de nombreux pays dans le monde entier, aux alentours des mois de mai et juin, le Met a rediffusé la tétralogie de Wagner - Das Rheingold, Die Walküre, Siegfried et Götterdämmerung. Était aussi accompagné avec ces spectacles la présentation de Wagner's Dream, le Rêve de Wagner en français, un film de Susan Froemke.
- Vers les mois de juillet et d'août, dans un nombre de cinéma inférieur, le Met a procédé à la rediffusion de six opéras datant des trois saisons passé. Il s'agit d' Anna Bolena, du Comte Ory, de Don Giovanni, des Contes d'Hoffmann, de la Lucia di Lammermoor d'Anna Netrebko, et de Der Rosenkavalier.

Festival d'été
Dix opéras ont été présentés sur grand écran sur la façade du Met pour le festival d'été HD, se tenant lieu du 25 août au 3 septembre. Les opéras sont, en ordre de présentation, The Enchanted Island, Don Giovanni, La Sonnambula, Satyagraha, Salome, La Cenerentola, Faust, Le Comte Ory, Il Trovatore et Anna Bolena.

### 2012-2013

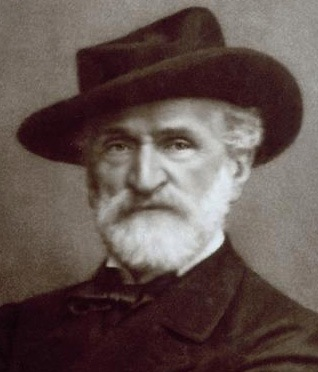
Le bicentenaire de Verdi est fêté avec la retransmission de quatre de ses opéras.

Le Met, pour la saison 2012-13, annoncé le 23 février 2012, retransmet 12 opéras.
- La nouvelle saison a pris son envol le 13 octobre avec l'Elisir d'Amore de Donizetti, mettant en vedette Anna Netrebko en Adina, Matthew Polenzani en Nemorino, Mariusz Kwiecien en sergeant Belcore, et Ambrogio Maestri en docteur Dulcamara. Maurizio Benini a dirigé l'orchestre du Met dans cette nouvelle production de Bartlett Sher.
- Le chef-d'œuvre de Verdi, Otello, a été retransmis au grand écran le 27 octobre avec Johan Botha dans le rôle-titre et Renée Fleming dans un de ses rôles les plus célèbres, Desdémone. Semyon Bychkov est le chef d'orchestre dans cette production d'Elijah Moshinsky.
- Opéra créé en 2004 par Thomas Adès, The Tempest a été diffusé le 10 novembre dans une nouvelle production de Robert Lepage, qui a été créé tout d'abord au festival d'opéra de Québec 2012. Simon Keenlyside a joué Prospero, avec Isabel Leonard en Miranda, sa fille. Adès a dirigé l'orchestre dans la première au Met de son opéra.
- La Clemenza di Tito, le dernier opéra en langue italienne de Mozart, a été retransmis le 1er décembre, dans la production traditionnelle de Jean-Pierre Ponnelle. Giuseppe Filianoti a fait ses débuts en HD dans le rôle-titre, aux côtés de Barbara Frittoli en Vitellia et d'Elīna Garanča en Sesto. Harry Bicket a été le chef d'orchestre.
- Nouvelle production faite par David Alden, Un ballo in maschera de Verdi a été diffusé le 8 décembre, mettant en vedette Marcelo Alvarez dans le rôle de Gustavo III, Sondra Radvanovsky dans le rôle d'Amelia, et Dmitri Hvorostovsky dans le rôle d'Anckarström. Fabio Luisi a dirigé l'orchestre du Met.
- Deuxième opéra de la série à être retransmis une seconde fois, Aida de Verdi a mis en vedette Liudmyla Monastyrska dans le rôle-titre, Roberto Alagna en Radamès et Olga Borodina en Amneris. Fabio Luisi a été le chef d'orchestre dans cette retransmission du 15 décembre.
- L'œuvre monumentale de Berlioz, Les Troyens, a été diffusée le 5 janvier, dans la production de Francesca Zambello, créée en 2003. Bryan Hymel a joué le rôle d'Énée, avec Deborah Voigt en Cassandre et Susan Graham en Didon. Fabio Luisi a dirigé cette première reprise de l'opéra dans cette production au Met.
- Le 19 janvier a été retransmis le deuxième opéra de la trilogie Tudor de Donizetti Maria Stuarda. Maurizio Benini a été le chef d'orchestre avec Joyce DiDonato dans le rôle-titre et Elza van den Heever dans le rôle d'Elisabetta. Cette première au Met a été présentée dans une nouvelle production faite par David McVicar.
- Rigoletto de Verdi a été diffusé le 16 février dans une nouvelle production faite par Michael Mayer, qui a transposé l'action dans un Las Vegas des 60. Željko Lučić a joué le rôle-titre, aux côtés de Diana Damrau en Gilda et Piotr Beczala en duc de Mantoue. Michele Mariotti a dirigé l'orchestre du Met.
- La dernière œuvre de Wagner, Parsifal a été diffusée au grand écran le 2 mars dans une nouvelle production de François Girard, qui a eu sa première à l'opéra de Lyon un an plus tôt. Le rôle-titre a été chanté par Jonas Kaufmann, avec Katarina Dalayman en Kundry, Peter Mattei en Amfortas et René Pape en Gurnemanz. Daniele Gatti a été le chef d'orchestre.
- Opéra n'ayant pas été représenté au Met depuis plus de 25 ans, Francesca da Rimini de Zandonai a revu le jour dans la même production somptueuse de Piero Faggioni, et a été diffusé le 16 mars. Marco Armiliato a dirigé l'orchestre avec Eva-Maria Westbroek dans le rôle-titre et Marcello Giordani en Paolo.
- La fameuse production de David McVicar de l'opéra Giulio Cesare de Haendel, a été retransmise le 27 avril. En première au Met, cette mise en scène, qui a eu sa première au festival de Glyndebourne en 2005, a eu David Daniels dans le rôle-titre et Natalie Dessay dans le rôle de Cléopatre. Harry Bicket a été le chef d'orchestre pour un deuxième fois cette saison.

### 2013-2014
Le Met, pour la saison 2013-2014, retransmet 10 opéras inédits, dont quatre nouvelles productions :
- Eugène Onéguine, de Tchaïkovski, avec Marius Kwiecien (Eugène Onéguine), Anna Netrebko (Tatiana), Oksana Volkova (Olga), Piotr Beczała (Lenski) et Alexei Tanovitsky (le prince Grémine).
- Tosca, de Puccini, avec Patricia Racette (Tosca), Roberto Alagna (Mario Cavaradossi), George Gagnidze (Scarpia),
- Le Nez, de Chostakovitch.
- Falstaff, de Verdi.
- Rusalka, de Dvorak avec Renée Fleming
- Le Prince Igor, de Borodine avec Ildar Abradzakov
- Werther, de Massenet, avec Jonas Kaufmann (Werther), Lisette Oropesa (Sophie) et Elīna Garanča (Charlotte).
- La bohème, de Puccini.
- Cosi fan tutte, de Mozart.
- La Cenerentola, de Rossini avec Joyce DiDonato

### 2014-2015
Pour la saison 2014-2015, le Met retransmet les opéras suivants :
- Macbeth, de Verdi.
- Le nozze di Figaro, de Mozart.
- Carmen, de Bizet.
- Il barbiere di Siviglia, de Gioachino Rossini, avec Isabel Leonard, Lawrence Brownlee et Christopher Maltman.
- Die Meistersinger von Nürnberg, de Richard Wagner.
- La Veuve joyeuse, de Franz Lehár.
- Les Contes d'Hoffmann, de Jacques Offenbach, avec Vittorio Grigolo (Hoffmann), Erin Morley (Olympia), Hibla Gerzmava (Antonia et Stella), Christine Rice (Giulietta), et Thomas Hampson.
- Iolanta, de Tchaïkovski - Le Château de Barbe-Bleue, de Bartók.
- La donna del lago, de Gioachino Rossini, avec Joyce DiDonato et Juan Diego Flórez dans une nouvelle production de Michele Mariotti
- Cavalleria rusticana de Mascagni - Pagliacci de Leoncavallo.

### 2015-2016
Les représentations retransmises par le Met pour la saison 2015-2015 sont :
- Il trovatore de Verdi, dans la mise en scène de David McVicar, avec Anna Netrebko et Dmitri Hvorostovsky.
- Otello de Verdi.
- Tannhäuser, de Wagner, avec James Levine au pupitre, Johan Botha (Tannhäuser), Eva-Maria Westbroek (Elisabeth), Peter Mattei (Wolfram) et Michelle DeYoung (Vénus).
- Lulu, d'Alban Berg, avec Marlis Petersen et Susan Graham.
- Die Zauberflöte, de Mozart : représentation spéciale pour les dix ans de Live in HD.
- Les Pêcheurs de perles, de Bizet, avec Diana Damrau (Leila), Matthew Polenzani (Nadir) et Mariusz Kwiecien (Zurga), sous la direction de Gianandrea Noseda. La mise en scène est de Penny Woolcock.
- Turandot, de Puccini, avec Nina Stemme dans le rôle-titre, avec Marco Berti (Calàf), dans la mise en scène flamboyante, mais déjà ancienne de Franco Zeffirelli.
- Manon Lescaut, de Puccini.
- Madame Butterfly, de Puccini. Avec Kristine Opolais (Madame Butterfly) et Roberto Alagna (Pinkerton), dans la production d'Anthony Minghella.
- Roberto Devereux, de Donizetti.
- Elektra, de Richard Strauss. Avec Nina Stemme (Elektra), et Waltraud Meier (Klytämnestra), sous la direction de  Esa-Pekka Salonen.

### 2016-2017
Le Met, pour la saison 2016-2017, retransmet les opéras suivants,, : 
- Tristan und Isolde, de Wagner
- Don Giovanni, de Mozart.
- L'Amour de loin, de Kaija Saariaho.
- Roméo et Juliette, de Gounod, dans une mise en scène de Bartlett Sher, avec Diana Damrau.
- Rusalka, de Dvořák.
- La traviata, de Verdi.
- Idomeneo, de Mozart.
- Eugène Onéguine, de Tchaïkovski.
- Der Rosenkavalier, de Richard Strauss.

### 2017-2018
- Norma, de Vincenzo Bellini.
- Die Zauberflöte, de Mozart
- The Exterminating Angel, de Thomas Adès (tiré de L'Ange exterminateur de Buñuel).
- Tosca, de Puccini.
- L'elisir d'amore, de Donizetti
- La Bohème, de Puccini
- Semiramide, de Rossini
- Così fan tutte, de Mozart.
- Luisa Miller, de Verdi.
- Cendrillon, de Massenet.

## Opéras diffusés
Liste, en ordre alphabétique, de tous les opéras qui ont été (et qui vont être) diffusés :

## Discographie
Par ordre de parution :
- I Puritani (Bellini), Anna Netrebko, Eric Cutler, Franco Vassallo, John Relyea, dir. Patrick Summers, 2007, DG
- Eugene Onegin (Tchaikovsky), Dmitri Hvorostovsky, Renée Fleming, Ramón Vargas, Elena Zaremba, dir. Valery Gergiev, 2007, Decca
- The First Emperor (Dun), Placido Domingo, Elizabeth Futral, Michelle DeYoung, Paul Groves, Hao Jiang Tian, dir. Tan Dun, 2007, EMI Classics
- Hansel and Gretel (Humperdinck), Christine Schafer, Alice Coote, Philip Langridge, dir. Vladimir Jurowski, 2008, EMI Classics
- Macbeth (Verdi), Zeljko Lucic, Maria Guleghina, John Relyea, Dimitri Pittas, dir. James Levine, 2008, EMI Classics
- Manon Lescaut (Puccini), Karita Mattila, Marcello Giordani, Dwayne Croft, Dale Travis, dir. James Levine, 2008, EMI Classics
- Peter Grimes (Britten), Anthony Dean Griffey, Patricia Racette, Anthony Michaels-Moore, dir. Donald Runnicles, 2008, EMI Classics
- La Bohème (Puccini), Angela Gheorghiu, Ramon Vargas, Ainhoa Arteta, Ludovic Tezier, dir. Nicola Luisotti, 2008, EMI Classics
- The Magic Flute (Mozart), Ying Huang, Matthew Polenzani, Nathan Gunn, dir. James Levine, 2006, Sony Classical
- The Audition (Un film de Susan Froemke), National Council Grand Finals Concert, 2007, dir. Marco Armiliato, Metropolitan Opera Company
- Lucia di Lammermoor (Donizetti), Anna Netrebko, Piotr Beczala, Mariusz Kwiecien, Ildar Abdrazakov, dir. Marco Armiliato, 2009, DG
- La Cenerentola (Rossini), Elina Garanca, Lawrence Brownlee, Alessandro Corbelli, Simone Alberghini, dir. Maurizio Benini, 2009, DG
- Thaïs (Massenet), Renee Fleming, Thomas Hampson, Michael Schade, dir. Jesús López-Cobos, 2008, Decca
- La Sonnambula (Bellini), Natalie Dessay, Juan Diego Florez, Michele Pertusi, Jennifer Black, dir. Evelino Pido, 2009, Decca
- Carmen (Bizet), Elina Garanca, Roberto Alagna, Barbara Frittoli, Teddy Tahu Rhodes, dir. Yannick Nézet-Séguin, 2010, DG
- La Rondine (Puccini), Angela Gheorghiu, Roberto Alagna, Lisette Oropesa, Marius Brenciu, dir. Marco Armiliato, 2009, EMI Classics
- Tosca (Puccini), Karita Mattila, Marcelo Alvarez, George Gagnidze, dir. Joseph Colaneri, 2009, Virgin Classics
- Salome (R. Strauss), Karita Mattila, Kim Begley, Ildikó Komlósi, Juha Uusitalo, dir. Patrick Summers, 2008, Sony Classical
- Doctor Atomic (Adams), Gerald Finley, Richard Paul Fink, Thomas Glenn, Sasha Cooke, dir. Alan Gilbert, 2008, Sony Classical
- Madama Butterfly (Puccini), Patricia Racette, Marcello Giordani, Maria Zifchak, Dwayne Croft, dir. Patrick Summers, 2009, Sony Classical
- Simon Boccanegra (Verdi), Plácido Domingo, Adrianne Pieczonka, Marcello Giordani, James Morris, dir. James Levine, 2010, Sony Classical
- Armida (Rossini), Renée Fleming, Lawrence Brownlee, Barry Banks, John Osborn, Kobie van Rensburg, dir. Riccardo Frizza, 2010, Decca
- Aida (Verdi), Violeta Urmana, Johan Botha, Dolora Zajick, Carlo Guelfi, dir. Daniele Gatti, 2009, Decca
- Turandot (Puccini), Maria Guleghina, Marcello Giordani, Marina Poplavskaya, Samuel Ramey, dir. Andris Nelsons, 2009, Decca
- Don Pasquale (Donizetti), John Del Carlo, Anna Netrebko, Matthew Polenzani, Mariusz Kwiecien, dir. James Levine, 2010, DG
- Capriccio (R. Strauss), Renée Fleming, Sarah Connolly, Joseph Kaiser, Russell Braun, dir. Andrew Davis, 2011, Decca
- Le Comte Ory (Rossini), Juan Diego Flórez, Diana Damrau, Joyce DiDonato, dir. Maurizio Benini, 2011, Virgins Classics
- La Fanciulla del West (Puccini), Deborah Voigt, Marcello Giordani, Lucio Gallo, dir. Nicola Luisotti, 2011, DG
- Il Trovatore (Verdi), Marcelo Álvarez, Sondra Radvanovsky, Dmitri Hvorostovsky, Dolora Zajick, dir. Marco Armiliato, 2011, DG
- Das Rheingold (Wagner), Bryn Terfel, Stephanie Blythe, Eric Owens, Richard Croft, dir. James Levine, 2010, DG
- Die Walküre (Wagner), Deborah Voigt, Jonas Kaufmann, Eva-Maria Westbroek, Bryn Terfel, dir. James Levine, 2011, DG
- Siegfried (Wagner), Jay Hunter Morris, Deborah Voigt, Bryn Terfel, dir. Fabio Luisi, 2011, DG
- Götterdämmerung (Wagner), Deborah Voigt, Jay Hunter Morris, Iain Paterson, Wendy Bryn Harmer, dir. Fabio Luisi, 2012, DG
- Wagner's Dream (Un film de Susan Froemke), Le making of de la tétralogie de Wagner, 2012, DG
- The Enchanted Island (Handel, Vivaldi, etc.), David Daniels, Joyce DiDonato, Danielle de Niese, Luca Pisaroni, dir. William Christie, 2012, Virgins Classics
- Rodelinda (Handel), Renée Fleming, Andreas Scholl, Joseph Kaiser, Stephanie Blythe, dir. Harry Bicket, 2011, Decca
- Nixon in China (Adams), James Maddalena, Janis Kelly, Richard Paul Fink, Russell Braun, dir. John Adams, 2011, Nonesuch Records